# 短梗尾叶樱桃
短梗尾叶樱桃（学名：Cerasus dielsiana var. abbreviata）为蔷薇科樱属下的一个变种。

## 扩展阅读
- 維基物種上的相關：短梗尾叶樱桃